# Банєвці
Банєвці (хорв. Banjevci) — населений пункт у Хорватії, у Задарській жупанії у складі громади Станковці.

## Населення
Населення за даними перепису 2011 року становило 447 осіб.
Динаміка чисельності населення поселення:

## Клімат
Середня річна температура становить 14,05 °C, середня максимальна – 27,69 °C, а середня мінімальна – 1,19 °C. Середня річна кількість опадів – 800 мм.
| Клімат поселення                              | Клімат поселення | Клімат поселення | Клімат поселення | Клімат поселення | Клімат поселення | Клімат поселення | Клімат поселення | Клімат поселення | Клімат поселення | Клімат поселення | Клімат поселення | Клімат поселення | Клімат поселення |
| Показник                                      | Січ.             | Лют.             | Бер.             | Квіт.            | Трав.            | Черв.            | Лип.             | Серп.            | Вер.             | Жовт.            | Лист.            | Груд.            |                  |
| Середній максимум, °C                         | 9,49             | 10,20            | 13,03            | 16,30            | 21,10            | 24,86            | 27,69            | 27,29            | 23,15            | 18,98            | 13,33            | 10,48            |                  |
| Середня температура, °C                       | 5,33             | 6,05             | 8,86             | 12,15            | 16,94            | 20,71            | 23,95            | 23,56            | 19,41            | 15,24            | 9,61             | 6,75             |                  |
| Середній мінімум, °C                          | 1,19             | 1,90             | 4,71             | 8,00             | 12,78            | 16,55            | 20,23            | 19,83            | 15,69            | 11,52            | 5,88             | 3,02             |                  |
| Норма опадів, мм                              | 70               | 61               | 66               | 68               | 58               | 52               | 29               | 45               | 82               | 89               | 97               | 83               |                  |
| Середньомісячна швидкість вітру, м/с          | 2.79             | 2.94             | 3.08             | 2.95             | 2.57             | 2.35             | 2.38             | 2.25             | 2.48             | 2.61             | 3.13             | 3.07             |                  |
| Середньомісячна сонячна радіація, кДж/м²·день | 5216             | 7982             | 11635            | 16471            | 20497            | 23099            | 24622            | 21528            | 15906            | 10166            | 5649             | 4444             |                  |
| --------------------------------------------- | ---------------- | ---------------- | ---------------- | ---------------- | ---------------- | ---------------- | ---------------- | ---------------- | ---------------- | ---------------- | ---------------- | ---------------- | ---------------- |
| Джерело:                                      |                  |                  |                  |                  |                  |                  |                  |                  |                  |                  |                  |                  |                  |